# Yin Guiren
Yin Guiren, conosciuto anche con la traslitterazione Wan Kwai-yun (尹貴仁T, 尹贵仁S, Yǐn GuìrénP; 9 settembre 1911 – ...), è stato un cestista cinese.

## Carriera
Con la Repubblica di Cina ha disputato i Giochi olimpici di Berlino 1936.